# Ovotxeve
Ovotxeve (en (ucraïnès): Овочеве, en rus: Овощное) és un poble de la República Autònoma de Crimea a Ucraïna, que el 2014 tenia 751 habitants. Pertany al districte rural de Djankoi. Fins al 1948 la vila es deia Tak Buzar.